# Warren (Vermont)
Warren és una població dels Estats Units a l'estat de Vermont. Segons el cens del 2000 tenia 1.681 habitants.

## Demografia
Segons el cens del 2000, Warren tenia 1.681 habitants, 742 habitatges, i 437 famílies. La densitat de població era de 16,2 habitants per km².
Dels 742 habitatges en un 28,3% hi vivien nens de menys de 18 anys, en un 50,1% hi vivien parelles casades, en un 5,9% dones solteres, i en un 41,1% no eren unitats familiars. En el 31,3% dels habitatges hi vivien persones soles el 5,9% de les quals corresponia a persones de 65 anys o més que vivien soles. El nombre mitjà de persones vivint en cada habitatge era de 2,27 i el nombre mitjà de persones que vivien en cada família era de 2,89.
Per edats la població es repartia de la següent manera: un 22,9% tenia menys de 18 anys, un 5,1% entre 18 i 24, un 30,8% entre 25 i 44, un 31,6% de 45 a 60 i un 9,6% 65 anys o més.
L'edat mediana era de 40 anys. Per cada 100 dones de 18 o més anys hi havia 108,7 homes.
La renda mediana per habitatge era de 47.438 $ i la renda mediana per família de 57.206 $. Els homes tenien una renda mediana de 32.054 $ mentre que les dones 25.588 $. La renda per capita de la població era de 30.405 $. Entorn del 5,1% de les famílies i el 8% de la població estaven per davall del llindar de pobresa.